# Igaci
Igaci is een gemeente in de Braziliaanse deelstaat Alagoas. De gemeente telt 25.865 inwoners (schatting 2009).
De gemeente grenst aan Cacimbinhas, Estrela de Alagoas, Palmeira dos Índios, Craíbas, Arapiraca, Coité do Noia en Taquarana.